# Carner de bruc
El carner de bruc (Lyophyllum decastes), també anomenat flota de bruc, gírgola de bruc és una espècie de flota comestible del gènere Lyophyllum, família de les liofil·làcies.

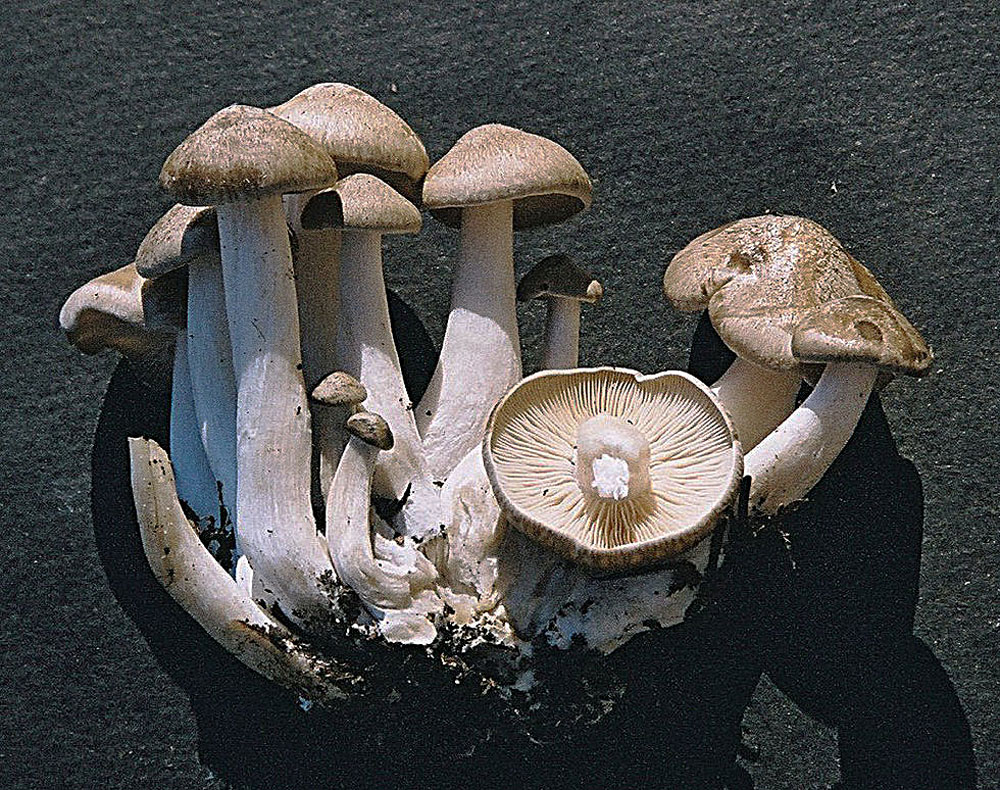
Flota carnera (Lyophyllum decastes)

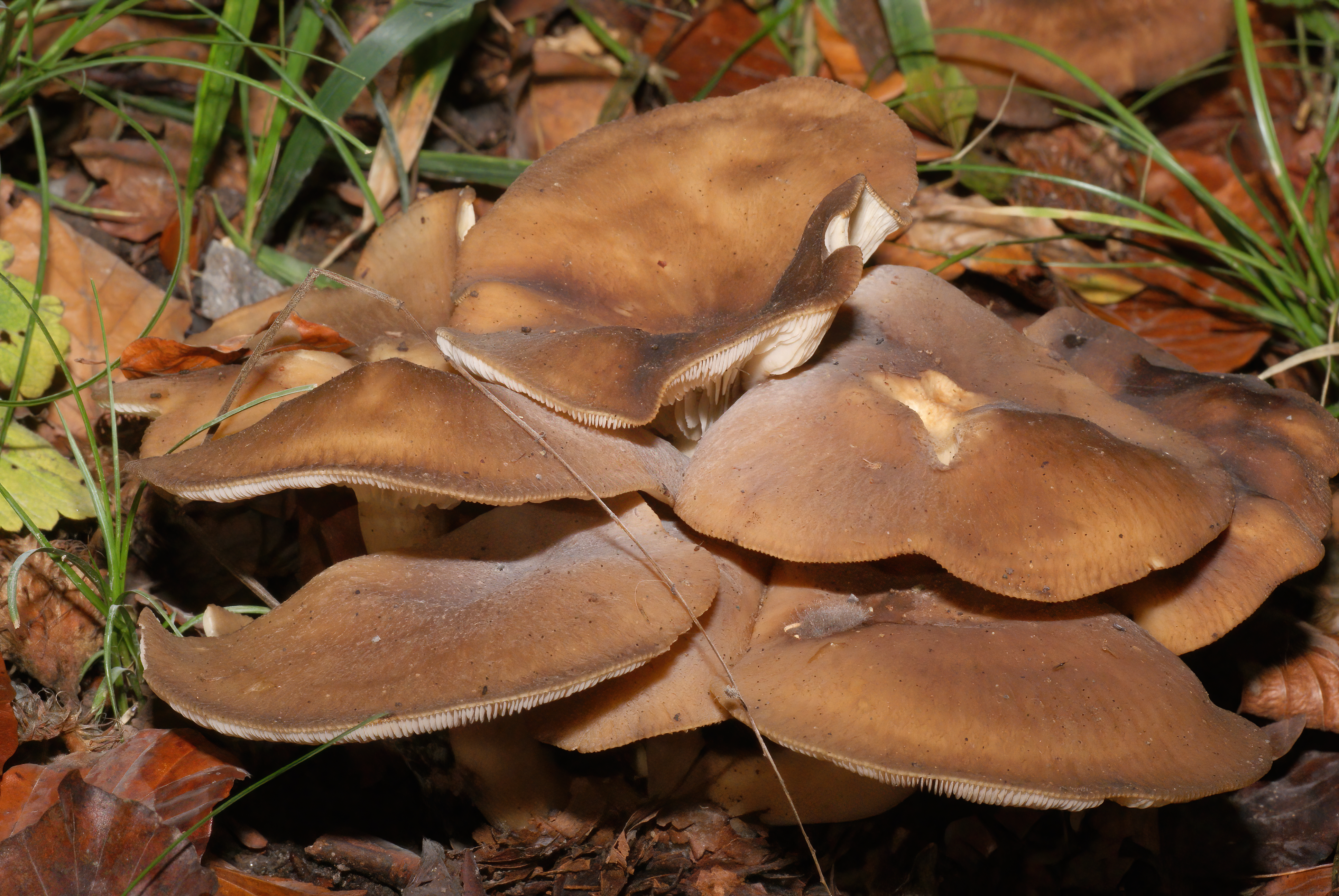
Lyophyllum decastes

## Morfologia
- Barret: de 6 a 15 cm, de vegades fins a 20 cm, hemisfèriques estenent-se de manera irregular, amb marge enrotllat i ondat.
- Cutícula: de color falba a bruna clara, de vegades grisenca o grisa groguenca
- Fulles: adnades, primes i ajustades, de color blanquinosa a crema
- Estip: blanc i rabassut, sobre el qual vénen a soldar-se altres individus per a formar tofes. Anell absent
- Olor: exhalació agradablement farinosa a fòngica o lleugerament acidulada, de mongetes verdes, de vegades nul·la.

## Hàbitat
Collita de la fi de l'estiu fins a la tardor a vores de camps, clariane i vores de camins de fullosos, sobretot de pollancres, però també sota els conífers.

## Confusions
Poc probable, sobretot quan els espècimens grossos protegeixen els petits sota llur barret.